# Robert VI de Beu
Pour les articles homonymes, voir Robert VI et Robert de Dreux.
Robert VI, vicomte de Beu est le fils de Robert III de Dreux, 3e vicomte de Beu et d'Agnès de Thiange et oncle de Jean de Dreux, 5e vicomte de Beu, mort sans descendance.
Il est le 6e seigneur du nom de la branche cadette des « seigneurs de Beu » qui s'éteindra à la fin du XVIe siècle (cf. la Liste des vicomtes de Beu).

## Blason
« Échiqueté d'or et d'azur à la bordure engrelée de gueules » (cf. Armorial des Capétiens)

## Origine du nom
Beu, le nom ancien de Bû (Eure-et-Loir) semble venir de l'abréviation des désignations latines Beucum ou Beutum sous lesquelles le village est cité au Moyen Âge.

## Histoire
Robert VI épouse, en 1370, Yolande de Trie, fille du seigneur Renaud de Fresnes (morte en 1428).

## Sources
- « Petite et grande histoire de Bû (Beu) »